# Майор (фильм)
«Майо́р» — российская криминальная драма 2013 года режиссёра и сценариста Юрия Быкова. Главные роли исполняют Денис Шведов, Юрий Быков и Ирина Низина.
Фильм рассказывает о сотрудниках российской полиции, которые попадают в непростые жизненные ситуации и пользуются служебным положением, чтобы выйти из них. Слоган фильма — «Майор — просто человек».
В 2018 году компанией Netflix по мотивам фильма был снят сериал «Семь секунд».

## Сюжет
У майора полиции Сергея Соболева рожает жена. Будущий отец спешит в роддом в Рязань и за городом на полной скорости насмерть сбивает мальчика, который вместе с матерью переходил дорогу по пешеходному переходу.
Пытаясь избежать ответственности за преступление, Соболев запирает мать ребёнка в своей машине и вызывает коллег на место ДТП. Пока он ждёт сослуживцев, подъехавший водитель грузовика, увидев машину в кювете, предлагает Соболеву свою помощь, но тот от неё отказывается. На место прибывают сослуживцы Соболева — опер Коршунов и сотрудник ДПС Меркулов, которые поспешно ликвидируют улики, доказывающие вину Соболева.
Заручившись поддержкой начальника РОВД Панкратова, Коршунов в отделе избивает отца погибшего мальчика, тем самым вынуждая Ирину Гуторову, мать ребёнка, подписать показания, оправдывающие Соболева. Позже избитый Гуторов, отец мальчика, взяв ружьё, возвращается в отдел УВД и берёт двух полицейских в заложники, требуя выдать ему Соболева. Оперуполномоченный Бурлаков пытается отговорить вооружённого мужчину, но ситуация выходит из-под контроля — Гуторов непреднамеренно убивает Бурлакова, а его самого полицейские обезвреживают и жестоко избивают.
В отделение приезжает Панкратов. Он требует ликвидировать как мужа Гуторовой, так и саму Гуторову, мотивируя такое решение тем, что в городе вот-вот пройдут выборы, а эта история может кардинально повлиять на их исход. Однако Соболев отказывается участвовать в ликвидации свидетелей, он хочет сознаться во всём и понести заслуженное наказание. Соболева отводят к камерам и приступают к заметанию следов.
Коршунов убивает Гуторова, а после угрожает сослуживцам компроматом на каждого из них, если кто-то расскажет правду. Он собирается убить и Ирину, но Соболев сбегает из отделения, едет к ней домой и увозит за город. По дороге Соболев берёт в заложники Меркулова. Скрываясь в дачном домике последнего, они ждут приезда сотрудников УСБ, но Коршунов с подручными прибывают туда первыми. После перестрелки, в ходе которой двое полицейских получают ранения, подчинённые Коршунова уезжают, оставляя его одного разбираться с Соболевым.
Коршунов угрожает Соболеву по телефону: если Соболев не убьёт Ирину, он поедет в больницу и убьёт там его жену и новорождённого ребёнка. Ирина и Соболев покидают дачу Меркулова и уходят к реке, а Коршунов проникает в дом и убивает Меркулова как лишнего свидетеля. Дойдя до реки, беглецы понимают, что Коршунову терять нечего и он способен на всё. Ирине, за один день потерявшей всю семью, тоже больше нечего терять, и она просит Соболева убить её, прежде чем Коршунов настигнет их. Соболев убивает Ирину, выстрелив ей в затылок. До приезда УСБ остаётся три часа. Добравшись до берега реки и обнаружив там в живых одного Соболева, Коршунов отпускает его.
По дороге в Рязань Соболев ловит попутку — тот самый грузовик, водитель которого предлагал Соболеву помощь после аварии, и едет в роддом к жене.

## В ролях
| Актёр              | Роль                                                |
| ------------------ | --------------------------------------------------- |
| Денис Шведов       | майор полиции Сергей Соболев                        |
| Юрий Быков         | сослуживец Соболева, капитан полиции Павел Коршунов |
| Ирина Низина       | мать сбитого ребёнка Ирина Гуторова                 |
| Илья Исаев         | старший лейтенант ГИБДД Анатолий Меркулов           |
| Дмитрий Куличков   | отец сбитого ребёнка Иван Гуторов                   |
| Борис Невзоров     | начальник РОВД полковник Алексей Павлович Панкратов |
| Кирилл Полухин     | оперативник, старший лейтенант Николай Бурлаков     |
| Павел Басов        | прапорщик                                           |
| Владислав Толдыков | водитель самосвала                                  |

## Создание
По словам режиссёра Юрия Быкова, на образ майора Соболева повлиял майор Денис Евсюков, расстрелявший несколько человек в московском супермаркете «Остров»:

Скорее всего, это социальная обстановка, все ситуации подобного рода, особенно те, что происходили в 2009—2010 годах. Например, с Евсюковым. Всё это было на слуху и на виду. И на тот момент, и сейчас это самый наболевший вопрос — отношений обычного человека и власти.
— Из интервью с Ю. Быковым

## Восприятие
По мнению критика Юрия Богомолова, автор фильма дал понять, что виноваты не отдельные недобросовестные служители закона, а вся правоохранительная система.

Сценаристу и режиссёру «Майора» Юрию Быкову удалось проникнуть в закономерность того, что на поверхностный взгляд могло показаться произвольным сцеплением случайных обстоятельств: один мент случайно сбил насмерть ребёнка, его сослуживцы, заметая следы нечаянного преступления, грохнули его отца, а затем и мать. Каждый из убийц сам по себе вроде бы и — человек, а вместе — в чём-то недочеловек. Это ограниченный контингент людей с ограниченной человечностью.— Юрий Богомолов
23 февраля 2018 года компанией Netflix был выпущен американский ремейк фильма в формате телесериала, получивший название «Семь секунд».

## Награды и номинации
- 66-й Каннский кинофестиваль — участие в программе «Неделя критики».
- 16-й Шанхайский международный кинофестиваль[4]:
  - приз За лучший фильм
  - приз За лучшую режиссуру и За выдающийся художественный вклад
- Кинофестиваль «Кинотавр-2013» — номинация на приз За лучший фильм кинофестиваля.
- Фильм был показан на Московском международном кинофестивале-2013, VII Международном кинофестивале «Зеркало» имени Андрея Тарковского и на других показах.
- XI Международный кинофестиваль стран АТР «Меридианы Тихого» во Владивостоке[5] — приз за лучшую мужскую роль Денису Шведову.
- Приз «Новый жанр» (Nouveau Genre Award) кинофестиваля L'Étrange Festival 2013 (Франция). Приз учреждён французским телеканалом Canal+ Cinéma.
- Фильм победил в номинации «Самый актуальный молодёжный сюжет» на V Московском открытом фестивале молодёжного кино «Отражение» в Зеленограде (2013). Исполнитель одной из главный ролей Илья Исаев получил на фестивале приз «Лучший актёр».[6]
- Приз за лучшую режиссуру 23-го фестиваля восточно-европейских фильмов в Котбусе, Германия (2013).
- 7-й фестиваль «Спутник над Польшей», Варшава — второй приз фестиваля с формулировкой За трогательный, полный напряжения образ действительности, снятый согласно лучшим образцам жанра[7][8].
- 32-й Международный кинофестиваль «Фаджр» в Иране — специальный приз жюри[9].
- Премия «Ника» за лучшую мужскую роль второго плана и номинация на премию «Ника» за лучшую режиссёрскую работу (Юрий Быков).
- XXII кинофестиваль «Виват кино России!» (Санкт-Петербург)[10]:
  - приз за лучшую мужскую роль (Юрий Быков)
  - приз за лучшую операторскую работу (Кирилл Клепалов)